# Arkadi Raïkine
Pour les articles homonymes, voir Raïkine.
Arkadi Issaakovitch Raïkine (en russe : Арка́дий Исаа́кович Ра́йкин), né le 24 octobre 1911 à Riga et mort le 17 décembre 1987 à Moscou, est un humoriste et acteur soviétique,,. Il est le père de Konstantin Raïkine.

## Biographie

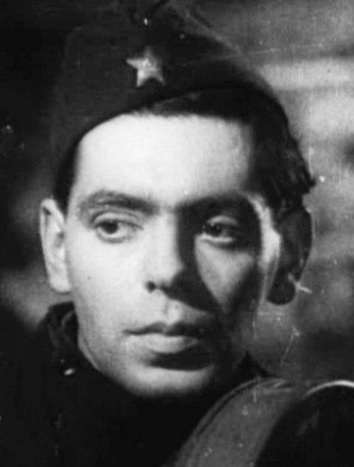
Arkadi Raikine en 1942.

Arkadi Raïkine naît à Riga. Lorsqu'il a cinq ans ses parents l’emmènent à Rybinsk, car la Première Guerre mondiale bat son plein et les troupes allemandes s'approchent dangereusement de la ville de Riga. En 1922, la famille déménage à Pétrograd. Arkadi poursuit sa scolarité à l'école n°206. En 1929, il commence à travailler à l'usine d’explosifs Okhtinski de Léningrad.
Raïkine fait ses études à l'Académie des arts du théâtre de Léningrad sous la direction de Vladimir Soloviov, spécialiste du théâtre populaire italien et notamment de la commedia dell'arte. Parallèlement il prend des cours privés de pantomime et d’expression scénique chez Mikhaïl Savoyarov. Diplômé en 1935, il intègre la compagnie de Théâtre de la jeunesse ouvrière. Il fait ses débuts au cinéma et devient lauréat du 1er Concours d'artistes de variétés de toute l'Union soviétique.
Acteur de théâtre des variétés et miniatures de Léningrad depuis 1939, il en devient directeur artistique trois ans plus tard. Il découvre et invite dans sa compagnie des humoristes tels que Mikhaïl Jvanetski, Roman Kartsev, Viktor Iltchenko,. Lors de ses spectacles, Raikïne se permettait souvent pointer les failles du régime, les abus de l'élite soviétique, prenant parfois des risques, en allant très loin dans ses critiques. Il fut objet de la surveillance étroite de la censure, mais ses relations avec les dirigeants, et notamment avec Leonid Brejnev, lui assuraient une certaine protection. Plus tard, un autre humoriste, Mikhaïl Zadornov, poursuivra dans cette voie qui consiste à dissimuler une touche d'humour politique derrière la narration du quotidien d'un homo sovieticus.
On attribue à Raïkine la paternité du mot avoska qui peut être traduit comme « et si jamais » et désigne un petit sac en filet qui est surtout associé à l'époque de la pénurie des produits alimentaires des années Brejnev puis des années de la perestroïka.
Mort à Moscou, Arkadi Raïkine est inhumé au cimetière de Novodevitchi.
L'astéroïde (4518) Raïkine découvert le 1er avril 1976 à Naoutchnyï par Nikolaï Tchernykh porte son nom. Un timbre est émis en son effigie en Russie en 2001.

## Filmographie
- 1939 : Les Tractoristes (Трактористы) de Ivan Pyriev : épisode
- 1941 : Docteur Kaliouzhny (ru) (Доктор Калюжный) de Erast Garine : Dr Shapiro
- 1941 : Valeri Tchkalov (Валерий Чкалов) de Mikhaïl Kalatozov : journaliste américain
- 1954 : On s'est déjà rencontré quelque part (ru) (Мы с вами где-то встречались) de Nikolaï Dostal : Maksimov
- 1969 : Hier, aujourd'hui et toujours (ru) (Вчера, сегодня и всегда) de Mikhaïl Grigoriev (ru) : Repkine

## Prix et honneurs
- Artiste du peuple de l'URSS : 1968
- Médaille pour la victoire sur l'Allemagne :
- ordre de l'Amitié des peuples :
- ordre du Drapeau rouge du Travail : 1971
- prix Lénine :1981
- Héros du travail socialiste : 1981
- ordre de Lénine :
- ordre de la Guerre patriotique : 1945 1985